# Ayampitín
Ayampitín es una cultura indígena lítica precerámica que fue descubierta y excavada por el Museo de La Plata, en expedición encabezada por el Dr. Alberto Rex González en 1951.

## Poblamiento humano de América del Sur
Siguiendo los estudios de Florentino Ameghino, los primeros pobladores del suelo argentino debía atribuírselos a la presencia de un horizonte cultural sin cerámica en las sierras de San Luis y Córdoba, en cuyo contexto se asociaban puntas de proyectil bifaciales a piedras de moler planas. Luego de desacreditada su teoría del origen del hombre en las pampas argentinas, las teorías que ocuparon su lugar en las décadas siguientes afirmaban que la antigüedad del hombre en el territorio argentino se remontaba a épocas recientes, no más allá del tiempo que existieron las sociedades aborígenes encontradas al momento de la conquista.
Contra esas teorías que intentaban minimizar la antigüedad de los aborígenes en el suelo argentino, los hallazgos hechos en los 40 en las sierras cordobesas (Ayampitín) se completaron con las excavaciones del arqueólogo Alberto Rex González en la gruta de Inti Huasi (San Luis), cuyo fechado con radiocarbono de los niveles más tempranos arrojó una antigüedad de hasta 6000 a. C., probando un poblamiento temprano del hombre en América del Sur, siguiendo los presupuestos evolucionistas intuidos por Ameghino.
Investigaciones recientes obtuvieron evidencias arqueológicas en el sitio El Alto 3, en la Pampa de Achala, que permitieron determinar la presencia humana en la región a fines del Pleistoceno (10 000 a. C), tal vez en una etapa exploratoria del espacio serrano.

## Yacimiento arqueológico de Ayampitín
El horizonte cultural de los antiguos pobladores de las Sierras de Córdoba recibe su nombre del sitio arqueológico al aire libre en la Pampa de Olaén, cercano a La Falda, Córdoba. En tanto unidad orográfica más austral del grupo de las Sierras Pampeanas, las Sierras Centrales representan una subárea arqueológica.
Esta cultura muestra un pueblo con economía especializada en la caza de guanacos y ciervos, que subsidiariamente recolectaban semillas que trituraban en molinos planos de piedra (llamados conanas). El hallazgo de ganchos de piedra infiere que el arma utilizada fue el lanzadardos o propulsor. Las puntas líticas o de piedra, usadas como proyectil, tenían forma de hoja de sauce o laurel de entre 5 y 10 cm de largo y 1 a 2 de espesor. Formaron grupos de 30 a 50 individuos, con nomadismo estacional. Esta cultura debió sobrevivir hasta el 500 o 1000 a. C., aunque no existe certeza al respecto.
Por encima de las capas que contenían la industria de Ayampitín, fueron encontrados restos de pueblos cazadores especializados que utilizaban puntas de proyectiles distintas. Seguramente debieron llegar desde el norte y se mezclaron con la cultura anterior, porque en las primeras épocas aún había puntas lanceoladas. El cambio al uso de puntas triangulares, lados convexos y base escotadas o recta, de 25 o 30 mm de largo, distingue al tipo cultural que les sucede, nombrado como Alpa Corral (al sur) y Ongamira (al norte). Los molinos o conanas son más abundantes, mostrando mayor énfasis en la recolección o el comienzo de la agricultura.